# Пащенко Олімпіада Михайлівна
Олімпіа́да Миха́йлівна Па́щенко (у шлюбі — Шульмінська; 6 серпня (25 липня) 1879 — 10 вересня 1972, Львів) — просвітницька діячка Поділля, член Української Центральної Ради. Представниця українського національного відродження.

## Життєпис
Народилася 25 липня (6 серпня за новим стилем) 1879 року в селі Серби тепер село Гонтівка на Могилівщині. Тут у початковій школі вона навчалась протягом 1885 – 1887 років. У 9 років її віддають на навчання Маріїнську жіночу гімназію в Кам'янці-Подільському, яку закінчила 1896 року в 16 років. Педагогічну освіту продовжила в Тифлісі (Тбілісі), де закінчила дворічні педагогічні курси. Працювала вчителькою зразкової школи Тифліського Педагогічного Товариства, згодом стала її керівником. Створює українську секцію в «Товаристві народного читання», веде культурно-освітню роботу, налагоджує роботу самодіяльного українського театру, стає лекторкою каторжної тюрми.
Була однією із керівників губернського товариства «Просвіта», керівницею фракції Українського соціалістичного блоку (11 депутатів) в Кам'янець-Подільській міській думі. Член  Української Центральної Ради (від Українського педагогічного товариства, потім від учительських організацій) . Головна натхненниця заснування університету в Кам'янці-Подільському.
Чоловік — Олександр Павлович Шульмінський. Син Юрій — архітектор в Аргентині.

## Вшанування пам'яті
Одну з нових вулиць місті Кам'янець-Подільський названо на честь Олімпіади Пащенко.

## Праці
- Пащенко Олімпіада. Заснування Кам'янець-Подільського державного українського університету // Вісник історико-культурологічного Подільського братства. — № 4. — Кам'янець-Подільський, 1995. — С. 12.